# Сабонис, Арвидас (легкоатлет)
Арвидас Сабонис (лит. Arvydas Sabonis; род. 19 декабря 1954, Вильнюс) — советский литовский легкоатлет, специалист по прыжкам в длину. Выступал на всесоюзном уровне в конце 1970-х — начале 1980-х годов, двукратный бронзовый призёр чемпионатов СССР, победитель первенств всесоюзного и республиканского значения, участник Всемирной Универсиады в Бухаресте. Представлял Вильнюс и спортивное общество «Динамо».

## Биография
Родился 19 декабря 1954 года. Занимался лёгкой атлетикой в Вильнюсе, выступал на всесоюзных соревнованиях за Литовскую ССР и физкультурно-спортивное общество «Динамо».
Впервые заявил о себе в прыжках в длину в сезоне 1978 года, когда с результатом прыжка 7,81 метра одержал победу на всесоюзных соревнованиях в Донецке.
В 1980 году на домашних соревнованиях в Вильнюсе превзошёл всех соперников и установил личный рекорд в прыжках в длину в помещении — 8,06 метра. На чемпионате СССР в Донецке завоевал бронзовую награду в той же дисциплине. На всесоюзном турнире в Киеве получил серебро в тройных прыжках, так же установив личный рекорд — 16,28 метра.
В 1981 году в прыжках в длину стал серебряным призёром на зимнем чемпионате СССР в Минске. Будучи студентом, представлял Советский Союз на Всемирной Универсиаде в Бухаресте — в финале прыгнул на 8,04 метра, расположившись в итоговом протоколе соревнований на четвёртой строке.
В 1982 году в прыжках в длину выиграл бронзовую медаль на чемпионате СССР в Киеве, установив личный рекорд на открытом стадионе — 8,06 метра.
В 1983 году одержал победу на международном турнире в австрийском Швехате, превзошёл всех соперников на всесоюзных соревнованиях в Стайках.